# 眠らない少女
「眠らない少女」（ねむらないしょうじょ）は、高橋克彦による日本の短編ホラー小説である。

## 概要
1983年10月に『小説現代』で公表されたのが初出の短編小説である。本作は、高橋が「いつかは果たしたい夢」と語っていた念願の自薦短編集『眠らない少女 高橋克彦自薦短編集』の表題作となっているほか、『きみが見つける物語 十代のための新名作 こわ〜い話編』や『少女怪談』など、ホラー小説のアンソロジーにも繰り返して収録されており、ホラー小説の代表的作品の一つと位置づけられている。
「うりこひめとあまのじゃく」を作品の題材としている。

## あらすじ
夜中、午前2時を過ぎてもなかなか寝付こうとしない娘マキが、執拗に絵本の読み聞かせを母親小夜子にねだるのは「うりこひめとあまのじゃく」。小夜子が娘に、そうやっていつまでも駄々をこねて眠ろうとしないような子を「あまのじゃく」というのだと語るが、それを聞いて柄にもなく怒ってしまった主人公は、幼少の頃に耳にした「人喰いあまのじゃく」を思い出していた。夜が明け、主人公は昨日の自身の言動に言い知れない胸騒ぎを覚えるとともに、「人喰いあまのじゃく」にまつわる伝承を調べる。この民話は地方によって話の展開が異なるということを知り、主人公の記憶にある「人喰いあまのじゃく」もそういったバリエーションの一つだったのだと理解して胸を撫で下ろした。
再び夜がやってきて、娘に読み聞かせを行う母親に付き合う主人公は、絵本に書かれている話と微妙に異なる展開の話を記憶しているのだと話し、娘がせがむに任せ、その記憶「人喰いあまのじゃく」を話す。それに対して妻は、絵本とも主人公の記憶とも微妙に異なる展開の話を記憶していると話し、妻の記憶にある「人喰いあまのじゃく」を話す。そうやって話をしているうち、主人公はどれとも展開の異なる話を思い出し、やがてそれが自身の前世の記憶であったと確信するようになる。主人公はその話の展開を見ていた1羽のカラスだったのだと。
しかし、前世の記憶を思い出していたのは主人公だけではなかった。妻もまた、前世の記憶を思い出していたのだった。そして、それを聞いていた娘にも、前世の記憶が蘇っていた。

## 本作が収録されている書籍

### 高橋作品の短編集
- 『眠らない少女 高橋克彦自薦短編集』
  - 単行本：1992年12月25日発売、ISBN 978-4-04-872733-4
  - 文庫：2006年8月25日、ISBN 4-04-170417-0
- 『悪魔のトリル』
  - 新書：1986年2月5日発売、ISBN 4-06-181232-7
  - 文庫：1988年2月5日発売、ISBN 978-4061843691
  - 文庫：2007年2月20日発売、ISBN 978-4396333324

### アンソロジー作品
- 『少女怪談』
  - 単行本：1994年12月発売、ISBN 978-4059000082
  - 文庫：2000年9月発売、ISBN 978-4059000082
- 『きみが見つける物語 十代のための新名作 こわ〜い話編』
  - 2009年8月25日発売、ISBN 978-4-04-389406-2